# Sicherheitsfahrschaltung

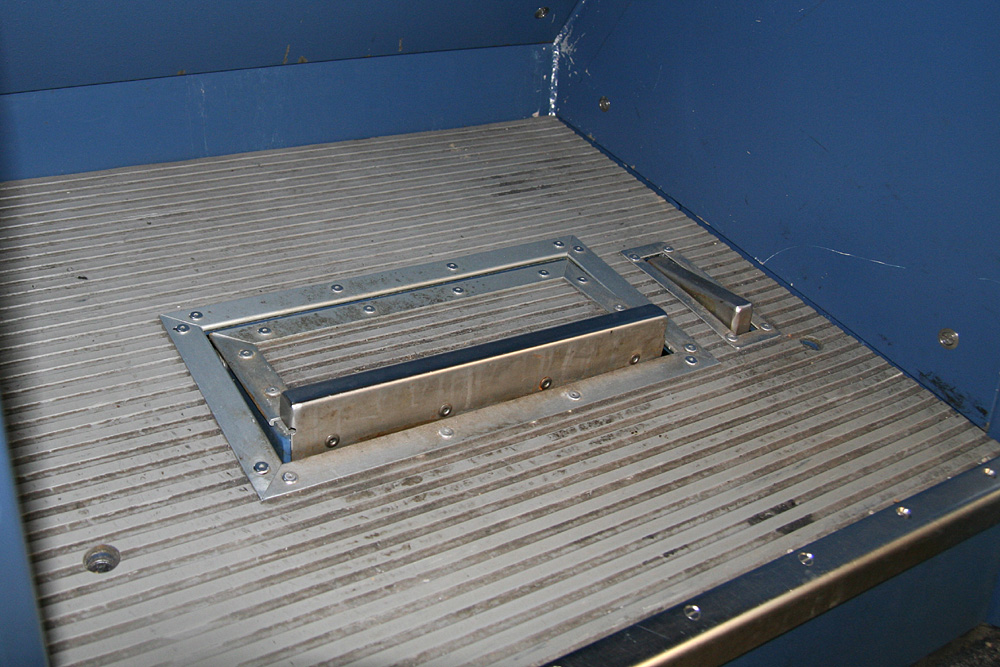
Ein Sifa-Pedal im IC-Steuerwagen, rechts daneben der Fußtaster für das Makrofon.

Die Sicherheitsfahrschaltung, kurz Sifa, – nicht zu verwechseln mit der Totmanneinrichtung – ist eine auf Triebfahrzeugen und Steuerwagen eingebaute Einrichtung, die einen Zug per Zwangsbremsung zum Stehen bringt, wenn der Triebfahrzeugführer während der Fahrt handlungsunfähig wird.
Sie ergänzt damit insbesondere die von außen wirkenden Zugbeeinflussungssysteme wie die Punktförmige Zugbeeinflussung, die Linienzugbeeinflussung oder European Train Control System und ermöglicht die einmännige Führung von Triebfahrzeugen.
In der Schweiz wird die Sicherheitsfahrschaltung als Sicherheitssteuerung bezeichnet.

## Beschreibung
Die Sifa auf dem Führerstand besteht aus einer oder mehreren Bedienungseinrichtungen, welche dauernd betätigt und in bestimmten Zeitabständen kurz losgelassen und erneut gedrückt werden müssen. Bei Nichtbetätigung erfolgt eine Zwangsbremsung. Je nach Eisenbahnunternehmen und Fahrzeug werden verschiedene Bedienungselemente vorgesehen:
- Pedal (am gebräuchlichsten)
- Drucktaster an den Seitenfenstern (wenn Triebfahrzeugführer bei der Ausfahrt aus dem Bahnhof dort stehen)
- Köpfe von Fahrschaltern und Bremshebeln
- Zugbügel unter dem drehbaren Fahrschalter, z. B. bei der SNCF
- Drucktaster an den Armlehnen
- ersatzweise auch Betätigung einzelner Bedienungselemente wie Fahrschalter oder PZB/Indusi

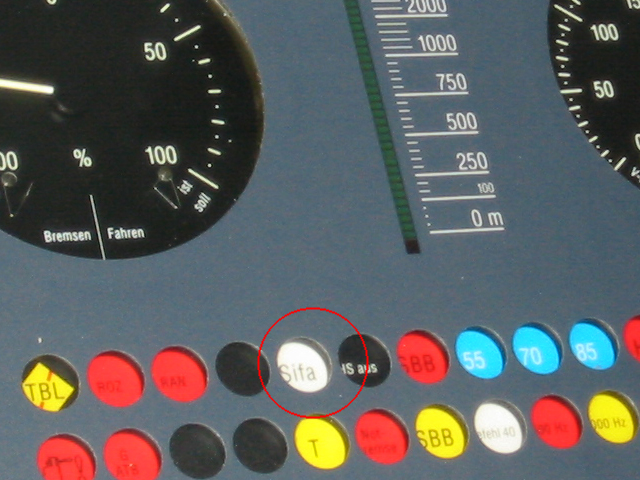
Der Sifa-Leuchtmelder im ICE 3

In Deutschland ist die Zeit-Zeit-Sifa gebräuchlich. Bei dieser hält der Lokführer ein Pedal oder einen Taster gedrückt, wobei der Druck mindestens alle 30 Sekunden kurz unterbrochen werden muss. Damit erhält die Sicherheitsfahrschaltung die Bestätigung, dass der Lokführer noch reaktionsfähig ist. Wird eines der Betätigungselemente des Lokführers länger als 30 Sekunden gedrückt, warnt das System den Lokführer zunächst optisch, nach 2,5 Sekunden auch akustisch und nach weiteren 2,5 Sekunden wird von der Sicherheitsfahrschaltung eine bis zum Stillstand wirkende Zwangsbremsung eingeleitet. Die Bremswirkung wird aufgehoben, sobald das Pedal losgelassen und wieder betätigt wurde, zusätzlich muss der Fahrschalter einmal in Nullstellung verlegt werden. Die zeitabhängige Sifa hat den Nachteil, dass die Auslösung unabhängig vom zurückgelegten Weg ist.
Bei der Zeit-Weg-Sifa, wie sie zum Beispiel in der Schweiz bei den meisten Fahrzeugen eingesetzt ist, wird neben der Zeit auch die zurückgelegte Strecke seit der letzten Betätigung in den Ablauf einbezogen. Das hat den Vorteil gegenüber einer Weg-Weg-Sifa, auch beim langsamen Wegrollen aktiv einzugreifen.
In Österreich wird großteils eine Weg-Weg-Sifa eingesetzt. Bei dieser muss das Pedal wie bei der Zeit-Zeit-Sifa durchgehend gedrückt und spätestens alle 900 Meter kurz losgelassen werden. Passiert dies nicht, erfolgt nach weiteren 75 Metern eine akustische Warnung. Sollte darauf noch immer nicht reagiert werden, so leitet das Triebfahrzeug automatisch eine Leistungsabschaltung bzw. eine Zwangsbremsung ein. Bei neueren Fahrzeugen wie der Taurus-Familie oder dem Talent wird bereits eine Zeit-Zeit-Sifa nach deutschem Vorbild eingebaut. Wird zum Beispiel ein City-Shuttle-Wendezug, welcher normalerweise eine Weg-Weg-Sifa eingebaut hat, mit einer Taurus bespannt, so gibt es in der Zugkomposition, abhängig von der Fahrtrichtung, sowohl Zeit-Zeit-Sifa als auch Weg-Weg-Sifa, weswegen Triebfahrzeugführer für beide Systeme geschult sein müssen. Eine Sonderstellung nahm in Österreich die Reihe 1012 ein, welche bei Geschwindigkeiten über 160 km/h von Weg-Weg-Sifa automatisch auf Zeit-Zeit-Sifa umschaltete.
In Schweden darf das Pedal nicht ganz durchgedrückt, sondern muss in einer Mittelstellung gehalten werden, ansonsten spricht die Sifa ebenfalls an. Beim Fahren mit eingeschalteter Zugsicherung darf das Pedal nicht losgelassen werden. Die Lokomotiven der MTAB verfügen zusätzlich zum Sifa-Pedal über einen Drucktaster an einer Wendel-Telefonschnur, welcher dem Lokführer die Möglichkeit gibt, während der Fahrt aufzustehen.
In den meisten Ländern ist die Sicherheitssteuerung aktiv, sobald das Fahrzeug schneller als 3 km/h fährt. In den Niederlanden ist diese bereits im Stillstand aktiv, sobald eine Fahrrichtung gewählt ist.
In elektrischen Triebzügen wie U- und S-Bahnen war die Sifa lange Zeit mit der Betätigung des automatischen Fahrschaltwerks verbunden. Hier bürgerte sich der Begriff Totmannknopf erstmals ein. Wurde der Knopf losgelassen (Fahrer schläft ein etc.) gab es eine Zwangsbremsung.
Die Funktion der Sifa ist bei jedem Führerstand mindestens einmal täglich zu prüfen, die Funktionsbereitschaft ist auch stetig während der Fahrt zu prüfen.
Mit Einführung der Eisenbahn-Bau- und Betriebsordnung vom 8. Mai 1967 wurde in § 28 (6) in Deutschland die Ausrüstung führender Fahrzeuge mit Sicherheitsfahrschaltung verbindlich vorgeschrieben.

## Beschreibung ausgewählter Sifa-Bauformen in Deutschland

### RZM-Sifa
Diese Vorkriegsbauart wurde durch das Reichsbahn-Zentral-Maschinenamt spezifiziert. Sie kam nach dem Zweiten Weltkrieg unter anderem noch bei den Vorserienmaschinen der DB-Baureihe V 200.0 zum Einsatz.
Die RZM-Sicherheitsfahrschaltung muss während der Fahrt ständig betätigt werden. Ein periodisches Loslassen wird nicht gefordert. Sie bietet daher keinen Schutz für den Fall, dass der Triebfahrzeugführer über den Betätigungselementen handlungsunfähig zusammengebrochen ist.
Alle Betätigungselemente sind elektrisch in Reihe geschaltet. Durch Betätigung mindestens eines Elements muss der Überwachungsstromkreis unterbrochen werden. Bei geschlossenem Stromkreis wird ein Magnetventil angespeist, das mit der Entlüftung eines Verzögerungsluftbehälters beginnt. Der Druck im Verzögerungsbehälter hält über ein Ventil die Hauptluftleitung geschlossen. Sobald nach etwa 8–10 Sekunden der Verzögerungsbehälter entlüftet ist, setzt die Sicherheitsreaktion ein, da nun Luft aus der Hauptluftleitung entweichen kann. Die Zwangsbremsung kann aufgehoben werden, indem der Stromkreis zum Magnetventil wieder unterbrochen wird und somit der Verzögerungsbehälter wieder gefüllt wird. Die RZM-Sifa wird erst oberhalb von 15 km/h wirksam, da ein Geschwindigkeitsgeber den Überwachungsstromkreis bis zu dieser Geschwindigkeit grundsätzlich offen hält.

### Zeit-Weg-Sifa Bauart BBC

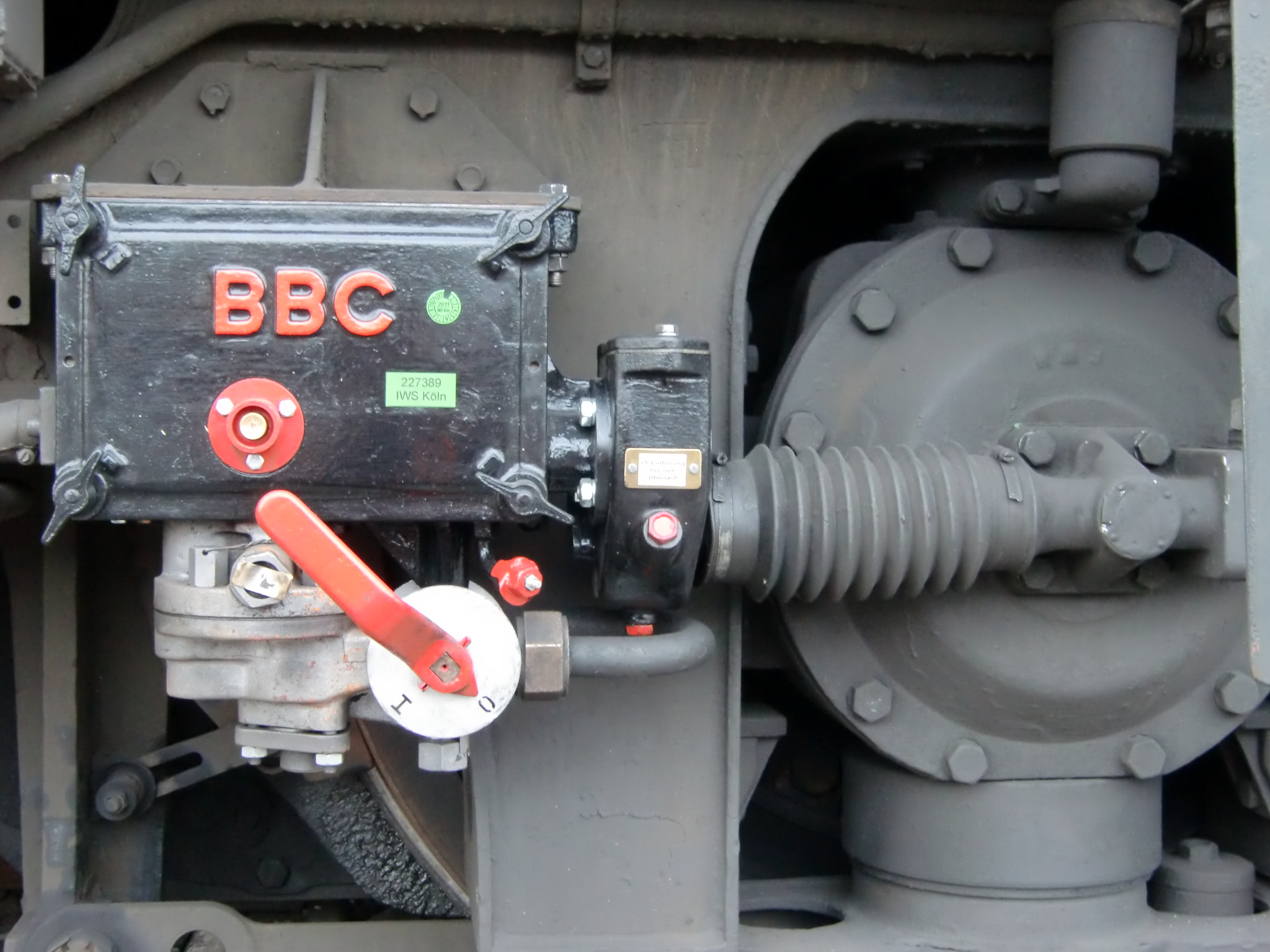
Sifa der Bauart BBC an einer Lok. Der rote Hebel dient dem Ein- und Ausschalten

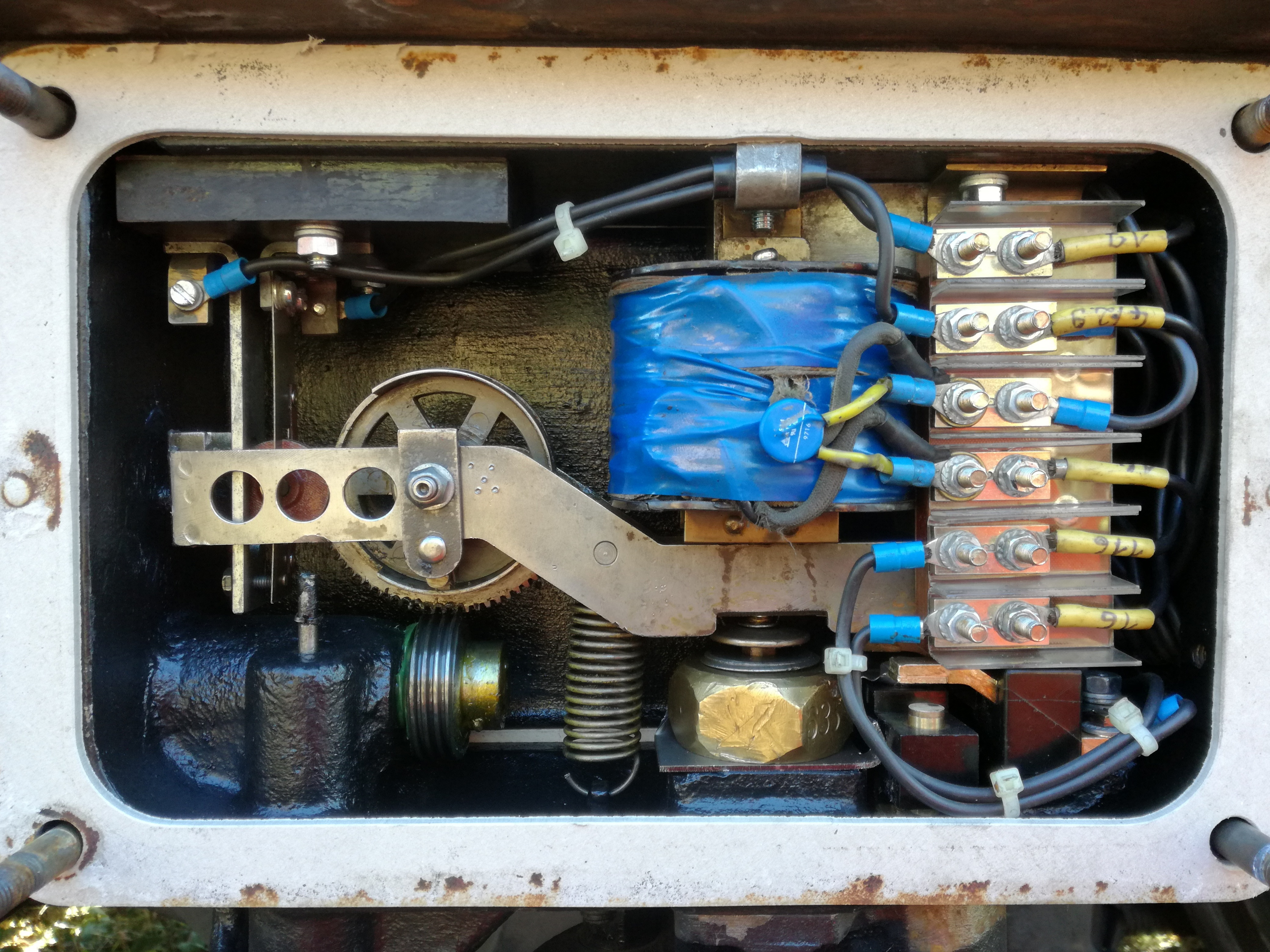
Interner Aufbau einer elektromechanischen Zeit-Weg-Sifa (Für die Bezeichnung der Bauteile Bild öffnen)

Bei dieser Sifa leuchtet nach 30 Sekunden ununterbrochener Betätigung ein Melder, nach weiteren 75 Metern ertönt ein Summer, nach nochmals 75 Metern erfolgt eine Zwangsbremsung. Diese Sifa war bei den ersten Serien der Nachkriegs-Neubaulokomotiven sehr verbreitet.
Die Wegabhängigkeit der Sifa wird über eine vom Radsatz angetriebene Antriebsschnecke hergestellt. Während das Zeitrelais abläuft, wird das an einem Hebel befestigte und mit einer Rückstellfeder versehene Schneckenrad durch einen Elektromagneten aus dem Eingriff der Antriebsschnecke herausgehoben. Nach Ablauf der 30 Sekunden fällt es auf die Antriebsschnecke und wird gedreht. Nach 75 Metern speist ein Kontakt am Schneckenrad den Summer an. Nach weiteren 75 Metern endet die Verzahnung des Schneckenrades, so dass der Hebel auf das Auslassventil fällt. Die Hauptluftleitung wird entlüftet. Durch den Druckabfall öffnet ferner ein Druckschalter. Bei Elektrolokomotiven werden damit die Motortrennschütze zum Abfallen gebracht. Bei Diesellokomotiven wird damit auf elektrischem Weg das Steuerluftsystem entlüftet, so dass der Motor in den Leerlauf geht und das hydraulische Getriebe entleert wird.

### Sifa 86
Nach schweren Unfällen durch eingeschlafene Triebfahrzeugführer, die auch im Schlaf das entsprechende Pedal regelmäßig betätigten, kam in der DDR bei der Deutschen Reichsbahn eine weiterentwickelte Sifa-Bauart (Sifa 86) zum Einsatz. Bei dieser so genannten Aufforderungs-Sifa muss der Triebfahrzeugführer nach einer zufällig vom System zwischen 30 und 50 Sekunden bestimmten Zeitspanne ein optisches Signal durch Tastendruck bestätigen. Zuvor durchgeführte Bedienhandlungen hatten keinen Einfluss. Wenn seit der letzten Betätigung mehr als 400 Meter (bei Fahrzeugen mit weniger als 100 km/h Höchstgeschwindigkeit) bzw. 800 m (bei Fahrzeugen ab 100 km/h Höchstgeschwindigkeit) zurückgelegt wurden, fordert das System unabhängig von der vergangenen Zeit ebenfalls zu einer neuen Betätigung auf.

## Sicherheitssteuerung in der Schweiz

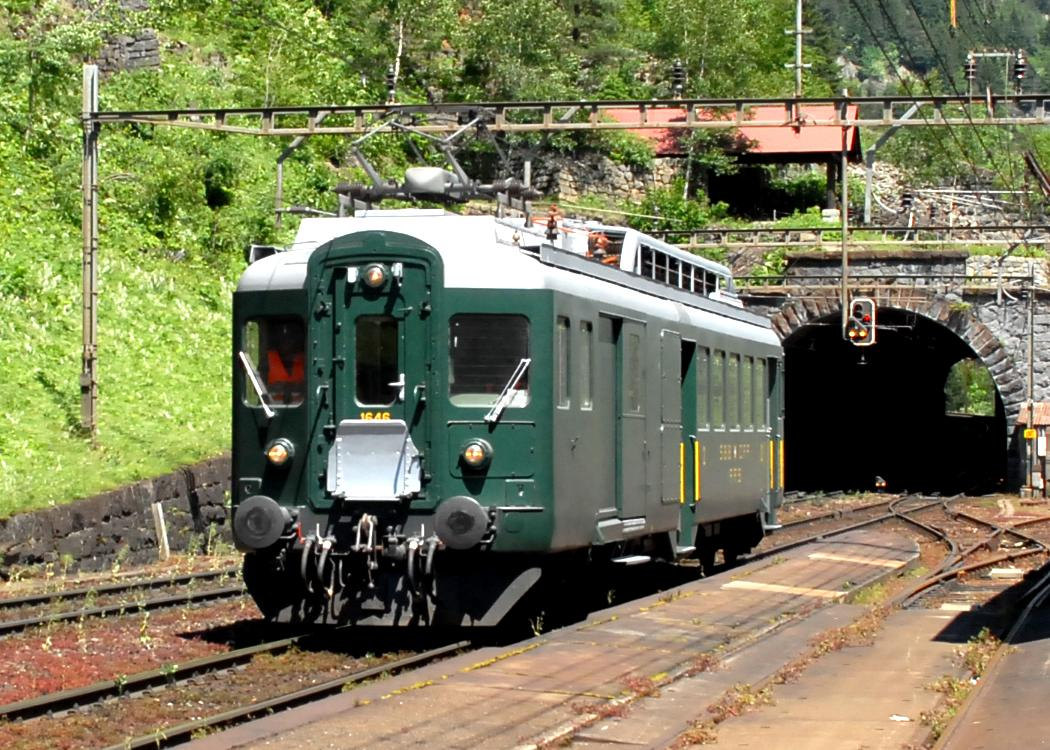
Der BDe 4/4 war das erste Fahrzeug der SBB, das serienmäßig mit einer Wachsamkeitskontrolle ausgerüstet war.

Die Einrichtung, bei welcher der Triebfahrzeugführer dauernd ein Pedal zu betätigen hat, wird in der Schweiz als Sicherheitssteuerung (SiSte) bezeichnet. Wird das Pedal losgelassen, ertönt spätestens nach 3 Sekunden ein akustisches Signal. Sofern nicht von neuem eine Betätigung erfolgt, wird eine Zwangsbremsung ausgelöst. Bei gewissen Fahrzeugen (bspw. SBB Re 420, SBB Re 620) erfolgt die Warnung nach 50 m und die Zwangsbremsung nach weiteren 50 m. Dieser Überwachungsmodus wird auch als „Schnellgang“ bezeichnet. Das Ansprechen der Sicherheitssteuerung kann bei Geschwindigkeiten unter 15 km/h deaktiviert sein, um die Übersicht bei Rangierbewegungen zu verbessern. Die Sicherheitssteuerung ist für alle Adhäsions- und Straßenbahnen vorgeschrieben.
Die großflächige Einführung des elektrischen Betriebes in den 1920er-Jahren erlaubte es, Triebfahrzeuge prinzipiell ohne Führergehilfe zu führen. Um bei Dienstunfähigkeit des Lokomotivführers den Zug selbsttätig zum Halten bringen, wurde bereits in den zwanziger Jahren die Sicherheitssteuerung eingeführt. Ursprünglich beförderten die mit Sicherheitssteuerung ausgerüsteten Lokomotiven vor allem Personen- und Güterzüge. Schnellzüge über längere Strecken und Nachtzüge wurden weiterhin zweimännig geführt.

### Wachsamkeitskontrolle
Die Einführung von Führerständen für sitzende Bedienung führte zur Suche von Lösungen, die nicht nur die Präsenz des Lokomotivführers, sondern auch seine Handlungsfähigkeit überwachten. Nach mehrjähriger Erprobung wurde 1950 die Sicherheitssteuerung mit Wachsamkeitskontrolle, auch „Langsamgang“ genannt, eingeführt. Dabei hat der Triebfahrzeugführer seine Dienstbereitschaft in gewissen Zeit- oder Wegabständen zusätzlich zu bestätigen. Nach spätestens 500 bis 1600 Metern oder 30 bis 60 Sekunden (je nach Fahrzeug) muss er z. B. das Pedal kurz loslassen oder die Fahr- oder Bremssteuerung betätigen. Sonst wird nach weiteren 200 Metern automatisch der Hauptschalter ausgeschaltet und eine Zwangsbremsung eingeleitet. Mit der Wachsamkeitskontrolle müssen alle Adhäsions-, Zahnrad- und Straßenbahnen ausgerüstet sein. Früher war sie nur für Fahrzeuge mit sitzender Bedienung vorgeschrieben.

## Normen
- Die Sicherheitsfahrschaltung wird durch DIN VDE 0119-207-5 geregelt.
- UIC641 enthält die Bedingungen für Sicherheitsfahrschaltungen im internationalen Verkehr.
- Die Ausführungsbestimmungen zur Eisenbahnverordnung (AB-EBV) regeln die Umsetzung der Sicherheitssteuerung in der Schweiz.[3]